# 岡野馨
岡野 馨（おかの かおる、1893年2月20日 - 1941年12月12日）は、日本のフランス文学者、翻訳家。

## 略歴
俳人岡野知十の子として東京に生まれる。
1915年、東京外国語学校卒業。
1921年、フランスに渡る。のち陸軍大学校教授。墓所は多磨霊園。

## 翻訳
- 『エス・ボナールの罪』（アナトール・フランス、岡野かをる名義訳、春陽堂） 1923
- 『アリアーヌと青鬚・尼僧ベアトリス / シヤントクレヱル』（マアテルリンク / ロスタン、世界童話大系刊行会、世界童話大系） 1924
- 『小間使日記』（ミルボオ、春陽堂） 1925、のち改題『小間使の日記』上・下（永井順共訳、新潮文庫） 1952
- 『タイス』（アナトール・フランス、新潮社、世界文学全集 1929、のち改題『舞姫タイス』（角川文庫） 1952、のち復刊 1989
- 『世界童話劇集 上』（小山内薫, 松田衛共訳、近代社） 1930
- 『ザイール』（ヴォルテール、岡野かほる名義訳、近代社世界戯曲全集刊行部、世界戯曲全集31） 1927
- 『ヱルナニ / 戯れに恋はすまじ / ルイ・ブラス』（ユーゴー / ミュッセ / ユーゴー、岡野かほる名義訳、近代社世界戯曲全集刊行部、世界戯曲全集32） 1930
- 『水夫』（ピエル・ロチ、春陽堂、世界名作文庫） 1933、のち創藝社、近代文庫 1953
- 『戦争と人 世界大戦の省察』（デブネ、岩波書店、軍事文化叢書） 1944